# Иностранная интрига
«Иностранная интрига» (англ. Foreign Intrigue) — американский криминальный кинофильм нуар режиссёра Шелдона Рейнольдса, снятый в 1956 году. Один из первых голливудских фильмов, основанных на одноименном популярном сериале 1951 года.
Премьера кинофильма состоялась 12 июля 1956 года.

## Сюжет
После внезапной смерти во время отдыха на Французской Ривьере мультимиллионера Виктора Данемора его секретарь Дэйв Бишоп решает побольше узнать о своем бывшем работодателе. Но данных о биографии миллионера почти нет, даже его молодая жена не знает ничего о прошлом своего мужа и о том, как он заработал состояние.
Следы ведут Бишопа в Вену и Стокгольм, где он постепенно с риском для жизни узнает, что Данемор занимался шантажом людей, которые работали на нацистов, военных преступников и коллаборационистов во время Второй мировой войны, все они были заинтересованы в том, чтобы Дэйв Бишоп исчез или умер.

## В роли
- Роберт Митчем — Дэйв Бишоп
- Женевьев Паж —  Данемор
- Ингрид Тулин — Брита Линдквист
- Фредерик О’Брэди — Джонатан Спринг
- Юджин Декерс — Пьер Сандос
- Инга Тидблад — миссис Линдквист
- Лауриц Фалк — Джонс
- Жорж Юбер — доктор Тибо
- Питер Коупли — Браун
- Лилли Канн — слепая экономка
- Мило Спербер — сержант Баум
- Жим Жераль — владелец кафе
- Жан Галлан — Виктор Данемор
- Джон Старк
- Жильбер Робен
- Валентина Камакс
- Робер Ле Беаль